# Rakion
Rakion es un videojuego de estrategia desarrollado por la compañía Softnyx (empresa creadora de GunBound y Wolfteam), usa el motor gráfico Serious Engine 1. El juego es en línea. Tiene un tutorial para conocer todos los movimientos y ataques de todos los personajes del juego. El jugador puede obtener experiencia y oro cuando gana o pierde una partida en modo batalla; cada vez que subes de nivel obtienes 3 puntos de stats con los cuales puedes aumentar puntos de estadísticas. Una de las características de este juego es invocar criaturas (llamadas cell) para que ayuden al jugador a luchar contra las Criaturas enemigas. En el año 2019 Rakion creó una criatura muy útil para el jugador que se llama Amelia, la Amelia es una mujer de raza blanca y cabello negro, tiene poderes de ataque y cura, su poder de ataque es tirarle al enemigo 2 esferas de color marrón este ataque hace mucho daño al enemigo si lo recibe, su ataque se puede cubrir, su poder de cura es mover su varita mágica hacia arriba y curar a la criatura aliada, lo cual es muy útil para stages en modo vigilancia que requiere proteger a una criatura así hace que el stage en modo vigilancia sea completado en Ranking S, también tiene el poder de darle al jugador un cuadro de caos para que así el jugador pueda sacar caos más rápido y derrote a los enemigos con más facilidad.

## Personajes Jugables
Los Personajes jugables son los que controlas en el juego, los Personajes son Swordsman, Blacksmith, Mago, Archer, Ninja y Dualist esos son los Personajes jugables que es posible que los controles, las teclas de movimiento son W (Adelante), S (Atras), A (Izquierda) y D (Derecha), las teclas de ataque son Click Izquierdo (Ataque Básico) y Click Derecho (Ataque Especial).

### Swordsman
El Swordsman (espadachín en español) es un personaje masculino de mucho alcance y mucha fuerza. Se caracteriza por tener buenas habilidades y poderosos ataques, es uno de los mejores personajes del juego.
Arma Principal: Espada 

Arma Secundaria: Daga

#### Swordsman Mejorado
Es su clase mejorada del Swordsman, al igual que el resto de personajes su apariencia cambia en el slot más no en el juego. Tiene una arma nueva que es una Lanza (Spear en inglés). Su ataque básico consiste en hacer 3 golpes de mucho alcance si los enemigos reciben todos esos ataques les causará medio daño y serán empujados 5 centímetros por su tercer ataque básico es muy útil para un combate cuerpo a cuerpo. Su ataque especial consiste en 3 golpes que hacen mucho daño y tienen mucho alcance, muy efectivo para hacer grandes daños a los oponentes incluso para oponentes en grupo. Su ataque de giro consiste en que golpea con su lanza de manera brusca lo cual puede derribar al suelo a todos enemigos que estén cerca suyo (este ataque de giro se hace presionando los botones de izquierda y derecha a la vez). También tiene la habilidad de capturar con ataque de apretón de llave al enemigo por más tiempo y causándole medio daño al enemigo afectado por su ataque llave, el ataque llave delantero consiste en que Swordsman inca al enemigo por su estómago con su lanza y lo hace girar con su lanza incrustada en su estómago y luego lo golpea contra el suelo, el ataque llave trasero consiste en que Swordsman inca al enemigo por la espalda con su lanza y luego le da un gran golpe en la cabeza para que caiga al suelo los ataques que le dan grandes ventajas de volar al Swordsman con lanza son sus ataques de látigo y pico estos 2 ataques también son muy útiles para que los enemigos no huyan y sean capturados, el ataque de pico es un ataque directo que es muy útil para alcanzar con más facilidad a los enemigos que intentan huir para que no huyan y sean tirados al suelo como el Modo Caos del Swordman pero con más alcance también es muy útil para hacer un gran salto que debes hacer en una rampa de "Theme Park 2" para poder pasar, el ataque látigo es un ataque de mucho alcance que es muy útil para agarrar a muchos enemigos empujándolos 9 centímetros incluso puede agarrar en el aire a los enemigos mientras están saltando y Criaturas voladoras como S.S. Original, Golden Fénix, South Soul, South Soul King, Thunder y Gárgola si los enemigos reciben ese ataque recibirán medio daño (el botón W y click izquierdo para hacer el ataque pico y el botón W y click derecho para hacer el ataque látigo).

#### Blacksmith
Blacksmith (Herrero en Español) es un personaje masculino. Se caracteriza por su gran resistencia. Su ataque es de corto alcance pero puede ser medio útil si es que sabes calcular cuando dar un golpe cercano al enemigo.
Arma Principal: Mazo 

Arma Secundaria Hacha

#### Blacksmith Mejorado
Es la clase mejorada de Blacksmith, al igual que el resto de personajes, su apariencia cambia en el slot más no en el juego.
Obtiene las habilidades de un boxeador si es que se pone su arma nueva arma que es una puñetera (Fist en inglés) su alcance es un poco más corto que el alcance de su mazo pero es más rápido al hacer ataques básicos. Su ataque básico consiste en una combinación de 3 golpes casi tan rápidos como los ataques básicos del Mago. Su ataque llave delantera consiste en tirar al enemigo al suelo y darle 7 golpes, su ataque llave trasera consiste en darle 5 arañazos al enemigo por la espalda y luego darle 1 puñetazo en la espalda para que caiga contra el suelo, al fallar el ataque llave crea una onda de ataque de expancion (similar su ataque especial con su mazo) capaz de derribar a los enemigos que estén cerca suyo.

#### Archer
La Archer (Arquera En Español) es una personaje femenino medio útil para combates cuerpo a cuerpo pero muy útil para ataques lejanos debido a que sus flechas se disparan directos como una bala de pistola. Se caracteriza por llevar una bolsa llena de flechas y disparar flechas de forma directa que es muy útil para evitar que los enemigos puedan atacar y matar a los aliados y a ella misma con mucha facilidad y les hagan un poco de daño si es que tienes buena puntería y estás en una distancia de 30 centímetros. 
Arma Principal: Arco y flecha 

Arma Secundaria: Cuchillo

#### Archer Mejorado
Es la clase mejorada de la Archer, al igual que el resto de personajes, su apariencia cambia en el slot más no en el juego. Su nueva arma consiste en una Ballesta (Crossbow en inglés) que es capaz de disparar 3 flechas en lugar de solo 1 al mismo tiempo, su segundo ataque que es su ataque especial consiste en apuntar al oponente y disparar una bala grande similar a la bala grande del MusketeerKing capaz de hacer un poco de daño y derribar a un grupo de enemigos este ataque se hace lo mismo que el ataque de 2 bombas misiles negras del Mago sin estar en modo caos y el ataque de 2 bombas misiles verdes del Mago en modo caos que se hace mantenimiento presionado el botón derecho del ratón y solo se puede hacer si es que el enemigo está enfrente suyo a por lo menos 6 centímetros de distancia.

#### Mago
Mago es un personaje masculino de baja estatura. Tiene pocas habilidades pero puede ser un poco útil en el Stage "Theme Park 2" y es muy útil en ataques cuerpo a cuerpo al dar golpes básicos con su báculo y mucho más útil aún si es que tiene velocidad de ataque y movimiento en el cual lo hace un personaje letal para ataques cuerpo a cuerpo. Su ataque especial consiste en hacer una fila de espinas de hielo que tiene poco alcance ya que solo puede alcanzar a 3 personajes que luchan en fila, también tiene la habilidad de curar solo la vida de energia más no la armadura en el cual consiste en crear esferas curativas flotantes en el cual cura el 20% de la vida de energia que puede curar tanto a los aliados como a él mismo, se hace pulsando click derecho del ratón. En tiempos antiguos de Rakion estás esferas curativas flotantes tenían un error en el cual consiste en que podían botar del juego a todo aquel personaje que lo tocase ya sea tanto a un oponente que lo golpee para destruirlo y evitar que lo cure como también a un aliado o/y el mismo Mago que quiera agarrar una esfera curativa flotante para poder curarse, este error hizo que muchos jugadores se quejaran y por fortuna este error fue corregido, algunos jugadores dicen que ese error fue apropocito pero eso no se sabe ya que los administradores no han dicho nada con respecto a eso más que solo corregirlo.
Arma Principal: Báculo 

Arma Secundaria: Bombas Y Bombas Misiles

#### Mago Mejorado
Es la clase mejorada del Mago, al igual que el resto de personajes, su apariencia cambia en el slot más no en el juego. Su nueva arma es una Schyte (hoz o guadaña) Su ataque especial consiste en 3 giros lo cual causa que Mago quede vulnerable por 1 segundo, es muy efectivo para atacar oponentes que estén cerca suyo. Su llave consiste en atrapar al oponente, hacerlo levitar en el aire y golpearlo con la guadaña, al fallar avanza con un salto y provoca un ataque que golpea a cualquiera que este alrededor de él aparte de dar un mejor tiempo de inmunidad lo cual lo hace vulnerable por 1 segundo tras fallar, también tiene 1 ataque adicional parecido al Swordsman con espada y lanza solo que un poco más rápido por lo que eso le da mucha ventaja y puede llegar a infinitear al enemigo incluso estando en Modo Básico.

#### Ninja
La ninja es un personaje femenino de corto alcance pero tiene mucha velocidad es el personaje más rápido del juego. No resiste mucho pero es un personaje medio útil en combates si salta y golpea.
Arma Principal: Katana 

Arma Secundaria Shuriken

#### Ninja Mejorado
Es la clase mejorada de la Ninja al igual que el resto de personajes, su apariencia cambia en el slot más no en el juego.
Su nueva arma son 2 "Chakrams" que están equipadas en sus 2 manos. Sus ataques básicos son un poco más fuertes que el de su Katana. Su ataque especial consiste en 3 golpes. Su ataque de apretón de llave delantero consiste en agarrar el hombro del oponente y patearlo para elevarlo al aire, patearlo otra vez pero con más fuerza haciendo que se eleve un poco más en el aire y derribarlo contra el suelo con un pisotón en su pierna, su ataque de apretón de llave trasero consiste en capturar al oponente agarrándolo con las 2 Chakrams y derribarlo al suelo, estos 2 ataques de llave se puede realizar presionando los 2 botones del ratón a la vez, es el personaje avanzado con más tiempo de inmunidad de Rakion.

#### Dualist
Dualist (Dualista En Español) es un Personaje Guerrero muy fuerte. Tiene grandes habilidades y mucho alcance. No tiene clase mejorada ni otra arma.
Es la personaje más reciente que fue agregada al juego.
Arma Principal: 2 espadas gordas 

Arma Secundaria: Bombas delicadas

#### Modo Caos
El Modo Caos se puede activar cuando matas a 6 enemigos aunque ay algunos determinados Items que disminuyen este requerimiento al tener la chance para transformarse un aura azul empezará a rodear el estómago del personaje, entonces se podrá transformar solamente si el jugador presiona el botón C, Una vez presionado el botón C, los personajes cambiarán de color y serán más altos también tomarán más poder, no podrán ser afectados por la captura y apretón del ataque de llave como las Criaturas, sólo dura 40 segundos, aunque el tiempo puede alargarse usando algunos determinados Items que puedes comprar en la Tienda de Items o en la sección de materiales, con el modo caos puedes derrotar a los enemigos con un poco más de facilidad.

#### Swordsman
El Modo Caos de Swordsman es uno de los mejores caos de todos, consiste en una especie de alíen azul con Espinas blancas en algunas partes de su cuerpo que están desde la cabeza hasta las piernas y con una espada gigante, su ataque básico es bastante poderoso y de mucho alcance, el último ataque del combo de su ataque básico no se puede cubrir lo cual lo hace muy díficil de combatirlo cuerpo a cuerpo, también tiene un buen ataque que es su ataque especial que se hace manteniendo presionado el botón derecho del ratón durante 2 segundos y al soltarlo hará muchos ataques muy poderosos de mucho alcance, si los enemigos reciben todos esos ataques les causarán mucho daño. Por último tiene un ataque de giro directo muy útil y que hace mucho daño en el cual consiste en dar 6 golpes al enemigo y picarlo por si intenta huir para que no huya muy fácilmente y sea derrumbado al suelo para que Swordman pueda matar al enemigo con mucha facilidad, se hace presionando los 2 botones izquierdo y derecho del ratón a la vez.

#### Blacksmith
El Modo Caos de Blacksmith consiste en un humanoide cavernícola de color azul y cabello puntiagudo de color blanco armado con un palo flexible con espinas pierde un poco de ropa y a diferencia de los demás Caos y al igual que el Caos de Ninja tiene voz cuando hace sus 3 ataques básicos en su primer ataque básico dice "wos" en su segundo ataque básico dice "pin" en su tercer ataque básico dice "kioj" y en su ataque especial al mantener presionado el botón derecho del ratón dice "shuot" y al soltar el botón derecho del ratón dice "tlou", su ataque básico tiene medio alcance pero puede llegar a ser útil si es que sabes en que momento usar esos ataques cuando los enemigos están cerca y te quieran atacar, el último ataque del combo básico no se puede cubrir y es similar al ataque especial de Blacksmith con mazo sin Modo Caos solo que la expansión es un poco más grande y hace que los enemigos sean empujados 3 centímetros y derribados al suelo solo si están enfrente suyo mientras hace su tercer ataque básico pero este ataque básico lo deja vulnerable por 3 segundos este ataque básico se puede evitar de 2 maneras que un jugador se aleje un poco de el y salte para evitar recibir ese ataque y que un jugador este atrás suyo para darle un ataque especial. El ataque de giro es un ataque que no se puede cubrir, consiste en que mueve su palo flexible con espinas girándolo este ataque podrá golpear a los enemigos que estén cerca suyo el ataque tiene 5 centímetros de alcance (se hace pulsando los 2 botones del ratón a la vez osea botón izquierdo y botón derecho). Su ataque especial se hace mantenimiento presionado por 2 segundos el botón derecho del ratón por lo cual hará impulso y al soltar el botón derecho del ratón hará un ataque de medio alcance que es parecido al ataque de Blacksmith que se hace presionando botón W y click derecho del ratón si el enemigo recibe su ataque especial que es sólo 1 golpe le causará un poco de daño y lo empujará 6 centímetros.

#### Mago
El Modo Caos de Mago consiste en una especie de marioneta con una cara de calavera y con una túnica que lleva consigo al Mago en su espalda agarrándolo de sus hombros controlándolo, algunos dicen que el Mago está montado sobre su padre y le da órdenes pero no está confirmado por Softnyx, es medio poderoso y útil para ataques de medio alcance pero poco útil en combate cuerpo a cuerpo. Su ataque normal hace salir del suelo 27 pinchos de hielo con un alcance de 12 centímetros y muy dañinos para los enemigos este ataque no se puede cubrir, dañará unos cuantos enemigos que tenga cerca enfrente suyo, este ataque lo deja invulnerable por 2 segundos, también tiene su ataque especial que se hace mantenimiento presionado el botón derecho del ratón, consiste en apuntar al enemigo y una vez apuntado durante 2 segundos al soltar el botón derecho del ratón lanzará 2 bombas misiles verdes con más velocidad y más dañinos que las 2 bombas misiles negras del Mago sin estar en modo caos dirigidas al enemigo también este ataque no se puede cubrir con la Tecla Shift por lo que lo hace mucho mejor que el ataque con bombas misiles negras del Mago sin estar en Modo Caos (al igual que con lo que pasa con el Mago sin estar en modo caos) solo se puede hacer si es que el enemigo está enfrente suyo a por lo menos 6 centímetros de distancia este ataque tiene altas probabilidades de acertar y dañar al enemigo pero el enemigo puede esconderse detrás de un muro para evitar este ataque por lo cual sería una esperanza para el oponente solo tendrá 2 segundos para cubrirse detrás de un muro antes de que las 2 bombas misiles verdes lo impacte, estas 2 bombas misiles verdes explotan al impactar al enemigo y hacen medio daño al enemigo que recibió ese ataque. También tiene una habilidad que cura a los aliados que estén cerca suyo que se hace pulsando los 2 botones del ratón a la vez es un poco útil ya que solo cura a los aliados un 10% de cantidad de energía pero extrañamente no lo cura a él mismo por lo que no lo hace mejor que la habilidad de crear esferas curativas del Mago sin estar en modo caos que se hace pulsando click derecho del ratón en la cual al tocar esas esferas curativas puede curar tanto a él mismo como a los aliados un 20% de cantidad de energía.

#### Archer
El Modo Caos de la Archer la convierte en una especie de ángel blanco armada con un arco muy rápido, es muy buena a largo alcance y en combate cuerpo a cuerpo. Su ataque normal consiste en un lanzamiento de flecha muy rápido (puede disparar una flecha cada 1 segundo). Si impacta con el enemigo este saldrá volando 9 centímetros. Otro ataque que se realiza manteniendo pulsado el botón derecho del ratón 2 segundos, lanzará 5 flechas juntas multidireccionales este ataque no se puede cubrir y derribaran a unos cuantos enemigos con los que impacten si un enemigo recibe todas esas 5 flechas le causará un gran daño y correrá el riesgo de ser aniliquilado con más facilidad por mucha vida perdida. Por último, tiene un ataque invencible que consiste en una defensa personal de 4 centímetros de alcance, dará un giro y saldrá un aura blanca en sus piernas con forma de espadas que causará que el enemigo sea golpeado y empujado 7 centímetros haciendole girar por 3 segundos (se hace pulsando los 2 botones del ratón a la vez).

#### Ninja
El Modo Caos de la Ninja no le cambia tanto su aspecto y solo la hace un poco más grande y con un aura roja que está desde la cabeza hasta la cintura, está armada con una Katana un poco más grande que la de la Ninja sin estar en Modo Caos. Su ataque básico tiene poco alcance pero su último golpe de su ataque básico tiene medio alcance y no se puede cubrir lo que lo hace difícil combatirlo cuerpo a cuerpo consiste en que salta girando de forma vertical mientras hace una expansion que está desde su pecho hasta su cintura que hace que cualquier enemigo que esté cerca y la trate de atacar y matar cuerpo a cuerpo sea empujado 4 centímetros y derrumbado al suelo, este ataque y esa expansión no la protege tanto si es que es atacada con dagas, hachas, shurikens, flechas, bombas, bombas misiles negras, bombas misiles verdes y bombas delicadas por lo cual hará que sea asesinada. Además el daño que hace es poco pero sirve para Modo Guerra Golem en caso de que un aliado suyo o ella misma esté con la espada dorada y use ese ataque para intentar ir a la base del Golem oponente con más facilidad, su ataque especial se hace manteniendo presionado el botón derecho del ratón durante 2 segundos mientras haces eso dará impulso mientras que dice "oh" con una voz robótica y al soltar el botón derecho del ratón lanzará 18 Shurikens a poca velocidad este ataque tiene poco alcance pero si algún Shuriken le da al enemigo que se le acerca para intentar atacarla lo derribará al suelo haciendole un poco de daño (útil para jugadores rivales que acercan a ella para intentar matarla). Por último, tiene un ataque de medio alcance que hace medio daño a los enemigos que lo reciben, consiste en una serie de golpes mientras gira a mucha velocidad con su arma, este ataque es muy útil para una emboscada cerca suyo ya que la hace invencible se hace pulsando los 2 botones del ratón a la vez.

#### Dualist
El Modo Caos de la Dualist consiste en una especie de Vampira con 2 espadas grandes su ataque básico tiene 3 golpes como el Swordsman sin estar en Modo Caos pero de corto alcance y poco útil aunque puede llegar a ser  medio útil para matar Criaturas enemigas reaccionar rápido para matar más Criaturas enemigas, su ataque de giro consiste en salir disparada mientras hace varios giros y mueve su espada grande de una manera similar a las hélices de un helicóptero este ataque tiene mucho alcance y es muy útil para una emboscada pero la deja vulnerable por 1 segundo, su ataque especial tiene 3 golpes como el Swordsman sin estar en Modo Caos pero de corto alcance este ataque puede llegar a ser útil si lo usas para matar a un Golem y cuando un jugador oponente quede vulnerable mientras gira ya sea porque está haciendo su ataque de giro porque estaba tratando de hacerle llave a un jugador aliado pero falló o que un jugador aliado lo haya golpeado mientras que ese jugador aliado se estaba levantando del suelo cerca suyo haciéndole girar por 3 segundos.

## Eventos
El juego cuenta con temporadas especiales referidas a alguna fecha especial como por ejemplo San Valentín, Pascua, Halloween y Navidad, en los cuales se ofrece aumentar la ganancia de oro y experiencia x2 con el fin de mantener la atención de los usuarios.

### Ronda de Evento
Desde el año 2012 se agregó un bonus en el modo batalla  en la cual aparece 1 criatura del equipo dorado con una flecha/señal diciendo "monstruo" que pueden ser como por ejemplo Destroyer, Snowman, Reeinder pero más seguido es una Criatura que no ataca y no hace daño pero tiene más salud que todas las Criaturas del Juego como por ejemplo Pastel de Chocolate, pastel de fresa, pastel de crema, Pollo en un Cascarón, Calabaza Monstruo, Pavo Asado y Crazy Snowman al que se debe matar para que dropee 1 regalo y poder obtener 1 regalo que podría ser 1 pieza de armadura de oro que es poco útil o/y 1 pieza de disfraz que solo sirve para ocultar la armadura que usa tu Personaje Jugable pero es muy inútil en cuanto a aumento de estadísticas se refiere todos sus regalos son temporales y no es recomendable agarrarlos solo te ocuparán espacio en tu inventario por 1 tiempo.

#### Evento de Colección de Letras
Es el evento típico del juego cuando ahí un evento en el juego consiste en que debes de matar a Jugadores enemigos (más no Criaturas) para que dropee una moneda de evento que es 1 punto de evento en la cual sirve para comprar items y Criaturas que cuestan puntos de evento en la tienda de evento pero ese dropeo de esa 1 solo punto de evento suele pasar raras veces. Ese 1 solo punto de evento te puede dar 50 puntos de evento si es que completas una colección de letras que son dependiendo de que evento sea solo se pueden conseguir ver esas monedas de evento en el Modo batalla. En modo stage también se puede conseguir puntos de evento solo si pasas el stage en Ranking S que son 7 puntos de evento.

#### Evento De Fin De Semana
Este es un bonus especial en la temporada de evento para la temporada de vacaciones en el cual aumenta la cantidad de oro y experiencia que puedes obtener al ganar o perder una partida en modos de batallas y solo ganar en stages y las posibilidades de éxito en la refinería de los equipables que aumenta a 70% y con 0% de probabilidad de destrucción que te beneficia bastante y lo más típico 80% de descuento en la tienda. Este bonus de Fin De Semana comienza a las 12:00AM de Viernes y termina a las 12:00AM de Lunes.

#### Puntos de evento
Los puntos de evento se pueden obtener ganando partidas y matando a jugadores en modo batalla también se pueden obtener ganando stages en ranking S durante el periodo de evento en la tienda de evento podrás encontrar criaturas, armaduras y armas que solo pueden ser adquiridas con una determinada cantidad de puntos de evento. Los puntos de evento desaparecerán cuando el periodo de evento haya terminado por lo que se sugiere gastarlos el último día del periodo de evento.

## Refinería
En el juego se ofrece a los jugadores poder comprar en la tienda partes de las armaduras de su personaje (Mage, Swordman, Ninja, Blacksmith, Archer y Dualist). Estas comprenden de 6 partes de piezas de armaduras: Casco (Helmet), Armor (Armadura), hombros (Shoulders), Brazos (arms), Arma Principal y Arma Secundaria. 
El refinamiento consiste en utilizar piedras llamadas Mithril, Core, event core, super core, super core advance y ultra core para mejorarlos en el sistema de refinación hasta su nivel máximo que es el refinamiento +20.

### Mithril
Son piedras de refinería para piezas de las armaduras, anillos, collares y perlas. Se pueden adquirir con oro del juego. Su precio normal es actualmente de 3500 de oro. es recomendable comprar muchas de esas con el evento de fin de semana que ofrece 80% de descuento en la tienda que hace que su precio baje a 700 de oro y que también ofrece 0% de probabilidad de destrucción, sin embargo, desde finales de 2022, el descuento de fin de semana dejó de aplicarse a objetos de oro.

#### Core
Son piedras de refinería para las piezas de las armaduras, anillos, collares y perlas. Se pueden adquirir con cash del juego o como premio en misiones. Supone ser mejor que la mithril en la probabilidad de éxito en la refinación pero eso hasta ahora no ha sido comprobado al 100%.

#### Event Core
Es una piedra de refinería para las piezas de las armaduras, anillos, collares y perlas. Se puede adquirir solo con puntos de eventos o como premio en misiones. A diferencia de la Core y Mithril, la event Core tiene un 100% de éxito en el momento de refinar el ítem siendo mejor que la Core y Mithril, ósea sin probabilidad de no refinar nada, bajar el nivel del ítem y destruir el ítem. Antes Rakion sacaba a veces un evento para poder refinar a +16; +17; +18; +19; +20 los ítems únicamente con estas piedras especiales de evento pero ahora ya no y solo se puede hacer eso con la ayuda de las ultra cores pero solo si activas el ex-item +20 Enchant en la cual tiene 7 días de duración.

#### Super Core
Hace que cualquier pieza de armadura sin mejorar se haga +15

#### Super Core Advance
Hace que cualquier pieza de armadura se haga +15.

#### Ultra Core
Puede incrementar el nivel de un ítem sin probabilidad de fallar, incluso entre los niveles +15 hasta +20. Este ítem se puede adquirir en la tienda de evento su precio es de 1,660 puntos de evento, de vez en cuando Rakion solía hacer que estuvieran disponibles en un evento de ruleta en su página web oficial pero Rakion decidió ya no volver hacer ese evento de ruleta debido a que no tuvo mucho éxito al igual que las chances y lo reemplazaron por el Gatcha.

### Fases De Refinamiento
Las Fases De Refinamiento de los ítems de armadura son 5 Fases, estos se diferencian de manera colorida en el juego, las piezas de armadura que están sin refinar hasta estar en el refinamiento +3 no adquieren ningún color.

#### Fase 1
La Primera Fase abarca del refinamiento +4 hasta el refinamiento +7. A partir del nivel +4 la pieza de armadura adquiere un brillo amarillo, este brillo es desde el refinamiento +4 hasta el refinamiento +7.

#### Fase 2
La Segunda Fase abarca del refinamiento +8 hasta el refinamiento +11. A partir del refinamiento +8 la pieza de armadura adquiere un brillo verde, este brillo es desde el refinamiento +8 hasta el refinamiento +11.

#### Fase 3
La Tercera Fase abarca del refinamiento +12 hasta el refinamiento +14. A partir del refinamiento +12 la pieza de armadura adquiere un brillo azul, este brillo es desde el refinamiento +12 hasta el refinamiento +14.

#### Fase 4
La Cuarta Fase abarca del refinamiento +15 hasta el refinamiento +17. A partir del refinamiento +15 la pieza de armadura adquiere un brillo rojo, este brillo es desde el refinamiento +15 hasta el refinamiento +17.

#### Fase 5
La Quinta Fase abarca desde el refinamiento +18 hasta el refinamiento +20. A partir del refinamiento +18 la pieza de armadura adquiere un brillo morado, este brillo es desde el refinamiento +18 hasta el refinamiento +20 que es ya el máximo. Este refinamiento es el mas avanzado de todo el Juego.

### Sistema Socket
El Sistema Socket tiene 6 espacios para cada 2 gemas de 3 clases y formas diferentes que son 2 Círculos, 2 Cuadrangulares y 2 hexagonales solo para las piezas de armadura. El orden en las que están los 2 espacios para cada 2 de las 6 gemas que está en la Sección de Socket son de esta forma los 2 espacios que están a la izquierda son para las Gemas Circulares, los 2 espacios que están en el medio son para las Gemas Cuadrangulares y los 2 espacios que están a la derecha son para las Gemas hexagonales y el orden en las que están los 2 espacios para cada 2 de las 6 gemas que está en el info de tu pieza de armadura son de esta forma los 2 espacios que están arriba son para las Gemas Circulares, los 2 espacios que están en el medio son para las Gemas Cuadrangulares y los 2 espacios que están abajo son para las Gemas hexagonales. Las 6 gemas se les pueden colocar a las armaduras en esa sección pero con un pequeño riesgo de fracaso por lo cual hace que tratar de ponerles las 6 gemas a todas tus piezas de armadura sea difícil.

#### Gemas de adición
Las gemas de adición le dan poderes adicionales a tu Personaje Jugable al estar introducidos en una de sus piezas de armadura gracias al Sistema Socket las gemas comunes que son las más fáciles de conseguir son las gemas que hacen aumentar stats de energía, armadura, destrucción de cell y puntos máximos de cell. 

#### Gemas de efecto especial
Ocupan la columna intermedia, son de forma cuadrangular en los cuales puedes introducir joyas que otorgan efectos adicionales a los ítems que son congelación, slow, steal life y cursor inverso.

#### Gemas de atributo
Son las ranuras finales, de forma hexagonal. Puedes introducir gemas que otorgan atributos adicionales como tiempo adicional de modo caos y descuento en puntos cell.

## Criaturas

### Las Criaturas son Aliados automáticos algunas de estas criaturas aparecen siendo parte del equipo dorado en los stages la cual es un equipo enemigo que ay que derrotar para poder ganar

#### Criaturas Básicas
Son Criaturas que cuestan oro para Jugadores que recién inician en el Juego.

#### Nak Araña
Tipo de criatura: terrestre Tipo de ataque: cercano Ataque (1): espina Descripción: Esta Criatura es una Araña que tiene medio daño pero poca salud y una de las criaturas básicas del juego, principalmente para principiantes que recién inician en el juego, cuesta 1,000 de oro y requiere ser nivel 1.

#### Panzer Soldado
Tipo de criatura: terrestre Tipo de ataque: cercano Ataque (2): golpe directo, estocada Descripción: Soldado que lleva una Lanza como arma principal y una de las criaturas básicas de Rakion, principalmente para principiantes que se inician al juego, cuesta 3,000 de oro y requiere ser nivel 4.

#### Crossbow Ballestero
Tipo de criatura: terrestre Tipo de ataque: cercano, lejano Ataque (2): flechas, patada Descripción: Soldado de raza enana que porta como arma una ballesta y una de las criaturas básicas de Rakion, principalmente para principiantes que se inician al juego, cuesta 4,500 de oro y requiere ser nivel 8.

#### Blazer Hechicero
Tipo de criatura: terrestre Tipo de ataque: lejano Ataque (1): bola de energía Descripción: Esta Criatura usa su magia para flotar en una altura muy corta y lanza bolas de proyectiles a los oponentes, de naturaleza estática es una de las criaturas básicas de Rakion, principalmente para principiantes que se inician al juego, cuesta 10,000 de oro y requiere ser nivel 12.

#### Red Icewind Hada de Hielo Rojo
Tipo de criatura: volador Tipo de ataque: lejano Ataque (1): hielo congelador Descripción: Esta Criatura es como la Ice Wind pero de aspecto rojizo y de menor poder, su ataque no persigue al enemigo como la original, cuesta 15,800 de oro y requiere ser nivel 5.

#### Samurai Samurái
Tipo de criatura: terrestre Tipo de ataque: cercano, lejano Ataque (2): golpes de sable, dardo Descripción: Zombis que antiguamente fueron soldados samuráis, viste una armadura color rojiza y tiene 2 espadas con el que combate a sus enemigos, su ataque es medio rápido, cuesta 70,000 de oro y requiere ser nivel 25.

#### Old Musketeer Mosquetero Ancestral
Tipo de criatura: terrestre Tipo de ataque: lejano Ataque (1): disparo Descripción: Zombis que antiguamente fueron soldados samuráis, a diferencia del Musketeer original este viste una armadura de color verduzco y también porta un mosquete como arma, de poder inferior que el anterior, cuesta 70 000 de oro y requiere ser nivel 25. A diferencia de su equivalente de cash, este Musketeer no ve aumentada su velocidad y frecuencia de fuego, a medida que sube de nivel. Los jugadores normalmente prefieren al Grey Yeti.

#### Golem
Tipo de criatura: terrestre Tipo de ataque: lejano, cercano Ataque (2): tirando roca, golpe de puño grande. Descripción: Criaturas gigantescas hechos de roca sólida que alcanzan los cuatro metros de altura, es una de las criaturas básicas de Rakion, solo se puede adquirir usando tarjeta de poder para usuario, cuesta 12 000 de oro y requiere ser nivel 17. 

#### Taurus Tauro
Tipo de Criatura: terrestre Tipo de ataque: (2): cornada, embestida. Descripción: Esta Criatura es una de las mejores de todo el juego, ignora los ataques de los enemigos, es una de las criaturas básicas de Rakion, solo se puede adquirir usando tarjeta poder user, cuesta 30,000 de oro y requiere ser nivel 30. Su ataque de cornada es muy rápido y fuerte y su ataque de embestida causa daños grandes a muchas criaturas, como el Golem. Su ataque normal hace doble hit a criaturas grandes como el Golem y su embestida hace muchísimo daño al Golem creando varios hits por ser este una criatura inamovible, también suele bajar bastante vida a jugadores cuando logra golpear.
A partir de nivel 56, esta criatura pasa de aumentar su daño de 2 en 2 por nivel a 1 por nivel. Por este motivo los jugadores utilizan el BlackTaurus con mayor frecuencia, pues este aumenta mejor sus estadísticas en nivel alto mientras consume menores cantidades de puntos cell.

#### Dragon
Tipo de criatura: volador Tipo de ataque: cercano, lejano Ataque (2): bolas de fuego, aliento de fuego Descripción: Un dragón, de grandes alas y piel rojiza, vuela alto y quema a sus enemigos con su aliento de llamas, es una de las criaturas básicas de Rakion, considerada como la criatura más fuerte del Rakion antiguo, solo se puede adquirir usando tarjeta power user, cuesta 45,000 de oro y se requiere ser nivel 35.

#### Icewind Hada De Hielo
Es una criatura con poderes de congelar, tira ataques que congelan al oponente y capaces de seguirlo, el tiempo que tarda en desaparecer el efecto de este ataque es proporcional al nivel de esta criatura y aunque este en nivel 99 no causa mucho daño. Se especializa en aumentar su energía más que en su ataque y velocidad, por lo que su velocidad de movimiento y ataque son lentas. Cuesta 6,000 oro y requiere Nivel 8.

#### Longbow Arquero Con Arco Grande
Una criatura que dispara flechas misiles con un arco grande y con un gran daño en sus disparos. Se caracterizan por tener un rango muy alto, es decir, disparan a grandes distancias y las flechas son media rápidas y persiguen al enemigo y en nivel 99 su disparo causa grandes cantidades de daños. Esta criatura tiene bastante vida y en niveles altos puede tardar mucho en matarlo. Al igual que al Black Crossbow y al Crossbow, se le puede hacer atacar aunque este derribado en el suelo. cuestan 5,500 Cash y requiere ser Nivel 11.

#### Soul Cannon Alma De Cañon
Esta criatura tiene un cañón en su brazo derecho, su ataque lejano consiste en tirar una bala de cañón que no se puede cubrir hacía arriba, para que probablemente le caiga a los enemigos. Además tiene un ataque cercano que es solo 1 golpe con su brazo cañón que al igual que su ataque de tirar una bala de cañón no se puede cubrir pero hace un poco menos de daño, Además, cuando muere puede causar una explosión que hace daño a los enemigos que estén cerca suyo al terminar de parpadear, Cuesta 958 puntos de evento y requiere ser nivel 25.

#### SouthSoul Alma Del Sur
Esta criatura es una reencarnación humana del fénix. Esta criatura voladora sujeta una lanza con la que ataca desde lo alto. Tiene un dos clases de ataque, el primero es expansivo, al insertar su lanza contra el suelo, el segundo es de rango bajo, al situarse encima del enemigo y asestarle un golpe rápido y silencioso. Estadísticamente mejor que cualquier otro soul, pero tienen un amplio tiempo muerto, y por ser voladores (a diferencia de los otros soul) no "atropellan". No puede atacar criaturas como dragones, fénix o incluso otro south soul. Cuestan 458 puntos de evento y requiere ser Nivel 15.
Sin embargo en nivel 99 llega a ser unos de los cell más rápido del juego.
Es una criatura con muchos errores, muchas veces suele volar erráticamente sin golpear a los enemigos.

#### EastSoul Alma Del Este
Esta criatura es una reencarnación humana del Dragón Verde. Tiene el poder de atacar rápido y de noquear al oponente como el North Soul y West Soul y puede dar patadas que derriban al oponente al suelo pero es un poco más lento. cuesta 458 puntos de evento, requiere ser Nivel 15.

#### WestSoul Alma Del Oeste
Esta criatura es una reencarnación humana del tigre blanco. Sus ataques son más que todo derribos en contra del oponente, tanto su ataque de hombro como su ataque de garras, es una criatura decentemente buena pero tanto el east soul como la tortuga north soul logran asestar más golpes a los jugadores por tener mayor daño en área. Cuesta 458 puntos de evento, requiere ser nivel 15.

#### NorthSoul Alma Del Norte
Criatura nacida de la potencia de uno de los cuatro dioses de los Cielos.Tiene características de Tortuga, pero su forma es parecido al de un humano. Para algunos es la mejor criatura del juego por su velocidad y daño. Posee dos ataques, uno de ellos es un giro rápido muy veloz y dañino que puede aturdir al oponente, el segundo son tres puñetazos que son muy poderosos. Es el soul más usado por los usuarios. Requiere ser nivel 15 y cuesta 458 puntos de evento.

#### Green Soul Cannon Cañón De Alma Verde
Muy parecido al soul cannon original pero de color verde, su daño es un poco menor y su energía también lo es, el resto de sus estadísticas son iguales, pero a diferencia del Soul Cannon original su bola de cañón persigue a los enemigos, al llegar al nivel 99 pueden ser devastadores, cuesta 525 puntos de evento y requiere ser Nivel 15.

#### OldSamurai Samurái Ancestral
El OldSamurái, es un Samurái que posee un ataque y energía más fuerte que el del Samurái normal y es más rápido para atacar y moverse. A pesar de eso, las dagas que lanza no pueden perseguir al enemigo pero sus golpes de sables lo hacen una buena Criatura para combates cuerpo a cuerpo. Cuesta en 2.800 de cash y requiere ser Nivel 7.

#### Musketeer Mosquetero
Esta criatura es mejor que el oldmusketeer en daño y salud, es capaz de disparar balas rápidas que golpean al oponente empujándolo por lo cual eso es una gran ventaja, en niveles altos su frecuencia de ataque es mayor. Cuesta 4,500 de Cash y requiere ser Nivel 7.

#### Necroman Necrófago
El necroman es una criatura caracterizada por su enorme lanza y sus ataques continuos, también congela al enemigo en algunas ocasiones. Cuestan 1.100 de cash. En el pasado eran una excelente opción para modo golem gracias a su ataque que golpea con varios hits, similar al del samurái y old samurái.
Ocasionalmente también aplica un ataque que congela, cuya duración escala con el nivel de la criatura.
Su versión king únicamente congela en área, más no realiza el ataque de multihit de forma común.

#### Gold Snowman Hombre De Nieve De Oro
Esta criatura es similar a Snowman solo que de color dorado, a diferencia de Snowman Normal que requiere ser nivel 5 para equipartelo puedes equipartelo siendo nivel 1, su ataque hace más daño y tiene más salud que Snowman Normal también al igual que Snowman Normal es similar a la Criatura Golem solo que más rápido actualmente está Criatura solo se puede conseguir en el Gatcha debido a que se lo retiro de la tienda de evento por razones desconocidas Costaba 512 Puntos de Evento y requiere ser nivel 1.

#### Desert Hound Sabueso Del Desierto
Es una especie de perro salvaje del desierto que al igual que las crías North Soul y West Soul ignora los ataques enemigos. Puede atacar haciendo giros que hacen mucho daño y puede hacer demasiado daño si el enemigo está acorralado y pegado a la pared y también puede lanzar un proyectil parecido al de un blazer. En niveles altos son muy devastadores. Cuestan 2000 de cash y requiere ser nivel 6, también se puede conseguir por 254 puntos de evento.

#### Black Cell Criaturas Negras se compran con oro y puntos de evento
Las criaturas negras se caracterizan por: el color negro, fuerza, rapidez y habilidades especiales. Estas criaturas perdieron la razón por el poder de Cane, a los cuales les lavaron el cerebro y les dio habilidades especiales lo hizo para que estuvieran a su servicio.

#### Black Nak Araña Negra
Es un nak de color negro, tiene más vida que el Nak normal. Éste tiene la habilidad única de atacar en 8 direcciones con agujas. Al comienzo son un poco débiles, pero cuando son nivel 99 atacan a una velocidad sorprendente, siendo por estadísticas la más rápida de todo el juego (15.0) y se mueven increíblemente rápido, siendo casi imposible escapar de ellas. Cuesta 10,000 de Oro y requiere ser Nivel 1.

#### Black Panzer Soldado Negro
Es un Panzer con la armadura negra, tienen menos vida que el panzer original en niveles bajos, pero a partir de nivel 25 su vida empieza a aumentar mucho más que la de los panzer originales, llegando a tener en nivel 99 más de 2000 de vida y un ataque muy decente por un requisito de puntos cell muy bajos para tales estadísticas.
Fue sin duda una de las criaturas más infravaloradas en su época. En la actualidad son comprables con 4,000 oro en la tienda normal y requiere ser nivel 2, curiosamente no son criaturas muy usadas.

#### Black Crossbow Ballestero Negro
Es una unidad de ataques a larga distancia que lleva una armadura negra, su velocidad de movimiento y de ataque es el doble del Crossbow. Son mucho mejores en comparación al normal. Sus armas son más potentes y llegan a tener las características de ataque del longbow (persiguen al oponente). Su vida es más baja que la del Crossbow original en bajos niveles. Cuestan 14,000 oro y requieren Nivel 4.
Tienen un multiplicador de daño de 0.25 al igual que las nak normales.

#### Black Icewind Arpía de Hielo Negro
Es una criatura semejante al IceWind original pero es de color negro. Se diferencia de este porque lanza 2 hielos que no congelan pero si disminuyen la velocidad de movimiento de los oponentes, a mayor velocidad ataca y también tiene mayor velocidad de traslación. En nivel 99 se mueven a una gran velocidad y suelen ser muy molestas. El rango de visión es más alto que el de sus contrapartes IceWind y Red IceWind. Se compran con 300 de Cash y requiere ser Nivel 6.

#### Black Blazer Hechicero Negro
Es una criatura muy poderosa, es igual al blazer normal pero con ropa negra y puede disparar en 3 direcciones izquierda, medio y derecha. Si las 3 bolas impactan a solo un enemigo el daño llega a ser mucho mayor que el daño de Sky Blazer, Blazer y White Blazer. Actualmente Cuesta 1,000 de Cash y requiere ser Nivel 8. Hace años se hizo un rework a esta criatura, en el que se le dio un ataque más parecido al de los blazer comunes, sin embargo, mantuvo sus puntos de vida en altos Niveles que es 1800 de salud, pero su ataque es un poco inferior al de su antítesis el white blazer.

#### Black Taurus Tauro Negro
Es la unidad negra a melee más poderosa, su ataque es igual al Taurus original, y al igual que este, embiste a sus enemigos. La diferencia que posee es que el BlackTaurus en ciertas ocasiones crea una onda fear que derriba a los enemigos cercanos (efecto fear) y causa un daño minúsculo. En nivel 99 es imparable. Como todos los Blacks Cells su velocidad es notable con respecto al Taurus Normal. Se compran a 9.000 de Cash o 650 puntos de evento, y requieren ser Nivel 20.
Otra diferencia con el Taurus normal y Red Taurus es que en nivel alto, los primeros 2 ganan menos vida terminando cerca de los 1200, mientras que el BlackTaurus sobrepasa los 1500 de vida mientras consume menos puntos cell para su invocación. Su versión de atributo se considera como la más fuerte, siendo incluso capaz de vencer al Ice Blue Taurus o criaturas jefe como la Arachne black en caso de embestirla.

#### Black Dragon Dragón Negro
El Black Dragon es una versión del dragón original, es mucho más rápido en ataque y movimiento y entre sus habilidades especiales está su aliento, que incluye un veneno que te deja envenenado por un tiempo y llega a ser muy mortífero, incluso en niveles bajos. Se compraban con 18.000 de Cash y requiere ser Nivel 20.
Solía ser considerado la criatura más poderosa del juego, aunque claro, a cambio de un consumo de cell que muy pocos se podían permitir. Actualmente se encuentra en el baúl de la nostalgia.
Es actualmente obtenible en el sistema gacha.

#### White Cell Criaturas Blancas se compran con oro y Cash
Las criaturas blancas se caracterizan por: el color blanco, más vida (energía), rapidez al atacar y en algunos casos la habilidad de congelar, Estas criaturas fueron afectadas gracias al conocimiento de magia de Luman.

#### White Nak Araña Blanca
Es una nak de color blanco. Cuando invocas este cell, en vez de salir un solo white nak, salen 3. Tiene la habilidad de lanzar 5 agujas en diferentes direcciones, además tiene más vida, velocidad de recuperación y velocidad de movimiento que la nak original pero su rango de visión es escaso. Son uno de los cells más molestos del juego y tienen mucha resistencia. han vuelto a la venta por el evento de independencia Su precio original era de 2000 de cash

#### White Panzer Soldado Blanco
Es un Panzer con la Armadura Blanca, tiene más vida que el panzer original, aunque en nivel 99 la vida que tienen ambos es idéntica. Estos atacan a una velocidad semejante al original, pero tienen la peculiaridad de congelar al oponente a cambio de hacer menos daño que otras variantes del panzer. El tiempo de congelación dependerá del nivel del White Panzer. Actualmente cuesta 300 cash y requieren ser Nivel 4.
Al igual que otros panzer, consume muy bajas cantidades de puntos cell, lo que lo hace una opción decente en PVP.

#### White Blazer Hechicero Blanco
Este blazer lanza tres bolas blancas casi al mismo tiempo, creando la ilusión de poder ver una sola bola blanca, pero al viajar un largo trayecto, se pueden apreciar las 3 bolas separadas. Este disparo puede perseguir al oponente. Si el enemigo se encuentra a larga distancia, le será difícil evitar este ataque y no puede cubrirse de el ataque. A diferencia del blazer común estos disparos pueden atravesar cualquier cell amigo. Tiene más energía que el blazer normal. Actualmente cuesta 28,000 oro y requiere ser Nivel 9 para usarlo.

#### White Dragon Dragón blanco
Semejante al dragón original y al negro. Su habilidad especial es el congelar a sus enemigos cuando ataca y mientras mayor nivel tenga más durara el tiempo de congelamiento. Además de ello, a larga distancia escupe una llamarada de hielo que noquea a cualquier enemigo al impactarlo. Actualmente es conseguible en el sistema gacha o en algunos eventos.

#### Criaturas Especiales de Evento y Gatcha
Estas criaturas fueron ofrecidas con precio en la tienda, pero se las retiraron por razones desconocidas. Actualmente Algunas de estas criaturas volvieron a aparecer en el Gatcha para ser obtenidas solamente en esa sección.

#### Blood Nak Araña Sanguinária
Una Nak Normal que fue corrompida por Halcón, su ataque causa más daño que la Nak Normal pero tiene menos salud que la Nak Normal y debido a eso la pueden matar más rápido que una Nak Normal incluso estando en nivel 99 lo cual debes protegerla muy bien para que los enemigos no la maten, Costaba 4,000 de cash, Actualmente tiene una gran dificultad de conseguirlo en las cajas que te tocan cosas aleatoriamente debido a que se lo retiro de la tienda por razones desconocidas hasta ahora no aparece en la tienda, Gatcha, tienda de evento, sección de materiales de creación develop, tienda de evento y tienda de Clanes y Aparece por primera vez de compañero del Equipo Rojo en el "Stage 9" y en los demás Stages aparece siendo enemigo del Equipo Dorado.

#### Assault Panzer Soldado de Asalto
Muy parecido al panzer Normal solo que su armadura lo tiene de color verde oscuro y tiene menos vida pero más daño de ataque, a niveles altos son muy fuertes y hacen mucho daño, Además el daño del Assault Panzer es superior al daño del Black Panzer, White Panzer y Panzer Normal.

#### Sky Blazer Hechicero del Cielo
Un Blazer que se mantiene flotando muy encima de la tierra como IceWind, tiene menos salud que el Blazer Normal pero eso es debido a que es más difícil de matar por su levitación.

#### IronGolem Golem de Hierro
Un Golem hecho de metal con un color más oscuro que el Golem Normal, tiene más daño en su ataque y más vida que el Golem Normal, pero muy poca velocidad de movimiento incluso al llegar a nivel 99, es la criatura con más daño de ataque de todo el juego.
Se solían vender a un precio de 12,900 de cash.

#### OldNecroMan Necrófago Ancestral
Es un necroman que posee una armadura gris, tiene la habilidad de congelar al enemigo más continuamente que el necroman original. Y es más fácil de conseguir que el necroman original ya que el necroman original cuesta cash mientras que el Old necroman cuesta puntos de evento A pesar de eso sus puntos de estadísticas son más bajos que los puntos de estadísticas del necroman original, mientras que también requieren un poco más de cantidad de puntos de cell para ser invocado. Cuesta 360 puntos de evento y requiere ser nivel 20.

#### OldNecroHorse Caballo Ancestral de la Necrópolis
Es un necrohorse, que posee estadísticas más bajas que el necrohorse original. Posee una armadura de color marrón. Es el que actualmente se puede conseguir en la tienda de evento y también mediante cápsulas de criaturas, consumen grandes cantidades de puntos cell para su invocación, por ese motivo, no se suele utilizar mucho. Cuestan 240 puntos de evento y requieren ser nivel 25.

#### NorthSoulOriginal N.S. Original Alma del Norte Original
Es una tortuga de gran tamaño. Posee un ataque con el que hace un giro que noquea a los oponentes cercanos. También es capaz de lanzar 2 hielos seguidos que son difíciles de evadir y congelan al oponente. Mientras más nivel tenga, el daño y tiempo de congelamiento es mayor. Esta criatura ha aparecido en el evento de verano 2009 y en la tienda de evento en todos los eventos posteriores a un precio aproximado de 900 puntos de evento.

#### SouthSoulOriginal S.S. Original Alma del Sur Original
Es un fénix con unas alas de gran tamaño y representa el elemento del viento. Posee un ataque con el que ataca con sus enormes alas a un oponente. También es capaz de lanzar flechas de viento que son veloces y causan mucho daño. Esta criatura ha aparecido en el evento de verano 2009 y en la tienda de evento en todos los eventos posteriores a un precio aproximado de 900 puntos de evento.

#### WestSoulOriginal W.S. Original Alma del Oeste Original
Es un tigre de color blanco enorme y algo lento, representa el elemento de la tierra. A melee ataca rasguñando a los oponentes. También cuando rasguña desde lejos es capaz de lanzar dos disparos en intervalo. Que persiguen al oponente de la misma manera que los disparos de un longbow. Esta criatura ha aparecido en el evento de verano 2009 y en la tienda de evento en todos los eventos posteriores a un precio aproximado de 900 puntos de evento.

#### EastSoulOriginal E.S. Original Alma del Este Original
Es un dragón chino grande y representa el elemento del fuego. A pesar de parecer una criatura voladora, no vuela, solo flota a la altura de lo que hace un blazer. Se mueve rápido su ataque cercano derriba a los oponentes. También puede lanzar tres disparos de blazer. Puede atacar a criaturas voladoras. Esta criatura ha aparecido en el evento de verano 2009 y en la tienda de evento en todos los eventos posteriores a un precio aproximado de 900 puntos de evento.

#### Basilisk Basilisco
Es igual que un North Soul pero de color verde y azul. Es un poco mejor que su contraparte NorthSoul y a diferencia de su contraparte NorthSoul no tiene versión king. Esta criatura es exclusiva de eventos anteriores, y está a la venta temporalmente a 12.000 cash. Tiene solo 2 más de ataque que el NorthSoul y un poco más de velocidad de movimiento y energía, pero cuesta un poco más de cell para invocarla. Actualmente esta Criatura está en la tienda Gatcha.

#### Thunder Trueno
Es igual que un SouthSoul pero de color azul, es un poco mejor que su contraparte SouthSoul y a diferencia de su contraparte SouthSoul no tiene versión king. Esta criatura es exclusiva del evento de verano del 2009.
Esta criatura no estuvo en la tienda limitada. Actualmente esta Criatura está en la tienda Gatcha.

#### Leopard Leopardo
Es igual que un WestSoul pero de color marrón y negro. Es un poco mejor que su contraparte WestSoul y a diferencia de su contraparte WestSoul no tiene versión king. Esta criatura es exclusiva del evento de verano del 2009.
Esta criatura no estuvo en la tienda limitada. Actualmente esta Criatura está en la tienda Gatcha.

#### Haunt Tormento
Es igual que un EastSoul pero de color rojo y naranja. Es un poco mejor que su contraparte EastSoul y a diferencia de su contraparte EastSoul no tiene versión king. Esta criatura es exclusiva del evento de verano del 2009. Actualmente esta Criatura está en la tienda Gatcha.

#### Red taurus Taurus Rojo
Esta Criatura es una versión del taurus pero en color rojo y dorado, posee los mismos puntos de estadísticas que el taurus de power user, incluyendo su escalado en vida y daño hasta en niveles altos, la ventaja es que estos pueden ser usados al nivel 20 y no 30, suele ser de las primeras criaturas de los jugadores nuevos por su facilidad para obtenerlo en la barra de conexión. Es exclusiva del evento de verano del 2009, cuando salió en este evento, causó conmoción, pues en este año eran muy pocos los jugadores que tenían siquiera un taurus de power user, y el hecho de no necesitar esta membresía, hizo que muchos se hicieran con uno, costaban 75 mil de oro.

#### Ice Blue Taurus Taurus de hielo azul
Este taurus tiene una tonalidad azul. Sus puntos de estadísticas son mejores que las del taurus original y los del black taurus, y su embestida mientras corre puede ralentizar a los enemigos por un cierto tiempo que aumenta conforme sube de nivel. Criatura exclusiva del evento de verano 2009.
Su embestida crea el mismo efecto que el pisotón del NecrohorseKing, el cual consiste en mostrar al personaje enemigo afectado por el ataque en el suelo, cuando en realidad aún puede ser atacado.
Esta versión del Taurus es la más poderosa en estadísticas planas, y es el único que a nivel alto puede plantar cara al BlackTaurus, aunque es inferior a la versión de atributo del mismo, es una buena opción si el fear de los black taurus es contraproducente para tu combinación de criaturas.
Actualmente se puede conseguir en el sistema gacha, o también en la barra de conexión.

#### Stone Turtle Tortuga de piedra
Es como la criatura N.S. Original pero de color gris y negro. Tiene puntos de estadísticas más bajos que las estadísticas del NS Original pero su congelación dura un poco más de tiempo y su empuje con el caparazón empuja más lejos al enemigo en las cuales consuela sus stats más bajos que NS Original. Alguna vez apareció en el evento de Pascua de 2010 y en la tienda de evento tenía un precio de 54 puntos de evento, pero sólo temporal por 7 días, que se puede volver eterno con oro. En el evento de Pascua del 2011 se podía hacer permanente refinándola a nivel 10. Son para jugadores de nivel 12 o/y más.

#### Golden Dragon Dragón Dorado
Es como la criatura E.S. Original pero de color dorado. Tiene estadísticas más bajas que las del ES Original. Apareció en el evento de Pascua de 2010 y en los eventos posteriores, a un precio de 42 puntos de evento, pero sólo temporal por 7 días, se puede volver eterno con oro. En el evento de Pascua del 2011 se podía hacer permanente refinándola a nivel 10. Son para personajes de nivel 12 o/y más.
Tiene una Habilidad especial que con cada ataque dado a otro jugador o criatura enemiga sube la vida del amo de la criatura.

#### Golden Phoenix Fénix Dorado
Es como la criatura S.S. Original pero de color dorado. Tiene estadísticas más bajas que las del SS Original pero tiene el efecto de slow que consuela sus stats más bajos que SS Original. Alguna vez apareció en el evento de Pascua de 2010 y en la tienda de evento tenía precio de 42 puntos de evento, pero sólo temporal por 7 días, se puede volver eterno con oro. En el evento de Pascua del 2011 se podía hacer eterno refinándola a nivel 10. Son para jugadores de nivel 12 o/y más.
Tiene 2 ataques su ataque cercano es atacar golpeando con sus alas mientras baja y luego sube, su ataque lejano es disparar con sus 2 alas 4 balas misiles similares a las balas de las criaturas Longbow y Black Crossbow solo que estás son un poco más rápido si el enemigo recibe ese ataque podrá correr el riesgo de ser asesinado con mucha facilidad por el efecto slow en la cual le dificultará mucho escapar.

#### Volcano Tiger Tigre Volcánico
Es como la criatura W.S. Original pero de color negro y rojo. Tiene estadísticas más bajas que las estadísticas del WS Original pero Tiene efecto de slow en la cual consuela sus stats más bajos que WS Original. Alguna vez apareció en el evento de Pascua de 2010 y en la tienda de evento tenía un precio de 48 puntos de evento, pero sólo temporal por 7 días, se puede volver eterno con oro. En el evento de Pascua del año 2011 se podía hacer eterno refinándola a nivel 10. Son para jugadores de nivel 12 o/y más.

#### Golden Wolf Lobo Dorado
Es un lobo que no puede ser atacado, esto debido a que solo dura un minuto. Éste al invocar da un aura de ataque a los compañeros de equipo que estén cerca. Costaba 7,700 de cash y era de evento limitado de septiembre de 2011.

#### White Wolf Lobo Blanco
Es igual que el lobo dorado, sólo que al invocarlo lanza una maldición que baja y debilita el ataque a los enemigos que estén cerca suyo. Costaba 7,700 de cash y era vendido en la tienda limitada de septiembre de 2011 actualmente está Criatura se puede conseguir en el Gatcha.

#### Demolition Demolición
Esta Criatura es una especie de gorila con armadura que ignora los ataques enemigos y tiene gran velocidad de ataque es una Criatura muy efectiva para el combate cuerpo a cuerpo pero tiene poca velocidad de movimiento. Cuesta 5,800 de Cash en la tienda y requiere ser Nivel 10.

#### Reindeer Reno
Esta Criatura se parece un poco a la criatura Taurus pero su ataque es distinto y más simple, golpea con los 2 puños como un boxeador, su otra habilidad es golpear al suelo y lanzar una gran onda de espancion de ataque parecida a la de la Criatura Necro Horse King pero un poco más grande que la Criatura Necro Horse King, lo curioso y extraño es que cuando corre hacia el enemigo parecido al ataque de embestida de la Criatura Taurus aparentemente para embestirlo no lo embiste y cuando está cerca del enemigo camina como el Taurus solo para golpearlo con sus 2 puñetazos en la cual su ataque con los 2 puñetazos se puede cubrir pero su ataque de onda de espancion de ataque no se puede cubrir, son fuertes a partir de nivel 30. En el evento de Navidad de 2011 había 100% de probabilidad de que te lo regalaran en nivel 10 al completar la palabra para coleccionar (XMAS), lo cual solo se podía completar esa colección de esa palabra en el Modo Guerra Golem. Cuesta 900 puntos de evento y requiere ser nivel 5.

#### Snowman Hombre De Nieve
Esta Criatura es parecido a la Criatura Golem pero de nieve y más pequeño y más rápido, su habilidad es tirar piedras constantemente cuando el enemigo está lejos de el y para de hacerlo cuando el enemigo está cerca de el y solo lo golpea y las piedras que lanza curiosamente se pueden bloquear cubriéndose y es una Criatura Exclusiva Del Evento Navidad 2009 Y 2010. En este último evento había un 75% de probabilidad de que la regalaran en nivel 10 al completar la palabra XMAS la cual podías conseguirlo de esa manera en el modo Guerra Golem. Ahora es vendido a 900 puntos de evento y requiere ser nivel 5.

#### Black Reindeer Reno Negro
Esta Criatura es similar a la Criatura Reindeer Normal y Taurus solo que de color negro, a diferencia de Reindeer Normal que requiere ser nivel 5 para equipartelo puedes equipartelo siendo nivel 1, su ataque de onda de expansión de ataque de Black Reindeer hace más daño que la de la Criatura Reindeer Normal también cuando un enemigo está cerca suyo hace 2 golpes en cada una de sus golpes hace más daño que Reindeer Normal Se vendió con cash en el evento de Navidad de 2010. Actualmente esta Criatura solo se puede conseguir en el Gatcha. Costaba 512 Puntos De Evento.

#### Criaturas King o Reyes
Las criaturas kings o reyes son las versiones más altas y más poderosas que sus versiones normales de oro, cash o puntos de evento además a diferencia de las versiones normales no son refinables (no se pueden subir de nivel con piedras de oro, cash o puntos de evento) y tienen que ser niveladas normalmente con misiones, stages y batallas.

#### SamuraiKing Rey Samurái
Esta criatura es similar a un samurái Normal pero con más tamaño su ataque cercano es similar al del Samurái Normal con la diferencia que crea un aura blanca y roja. Su ataque lejano es similar al del samurái original que es una bala misil parecida a las de las criaturas Longbow, Black Crossbow Samurái Normal, Golden Phoenix y S.S. Original. Su costo es de 4020 puntos de evento y requiere ser nivel 10.
Es considerada la mejor criatura para matar otras criaturas y golem dorado. Tiene más velocidad que el Old Samurái King pero su daño y energía son inferiores al Old Samurái King.

#### MusketeerKing Rey Mosquetero
Es considerado el mejor king y la mejor criatura del juego. Tiene el aspecto de un musketeer, pero más grande. Con su rifle cañonero dispara una bala de cañón grande en un ángulo recto ignora los ataques enemigos y puede envenenar a los enemigos que se estén muy cerca de el empujandolos a varios centímetros y en niveles altos su velocidad de movimiento aumenta su perfil de slot se caracteriza por tener la misma aparecía que el Musketeer Original solo que más claro y con fuego azul encima de el. Es la mejor criatura de ataque lejano del juego y está a la venta a un precio de 4440 puntos de evento y requiere ser nivel 10.
Su rifle cañonero es de bastante precisión para derribar a un oponente a una distancia larga o/y corta en si es la más poderosa criatura que salió en Rakion ya que no se deja atacar y su veneno es muy fuerte en niveles altos.

#### OldSamuraiKing Viejo rey Samurái
Esta criatura es similar al Samurái King solo que posee mejores puntos de estadísticas pero su velocidad de movimiento es más baja que la velocidad de movimiento del Samurái King. Tiene 2 ataques su ataque cercano consiste en hacer golpes de sable como el Samurái Original solo que a diferencia del Samurái Original y al igual que el Samurái King le sale un aura blanca y roja mientras hace ese ataque, hace bastante daño al enemigo, su ataque lejano consiste en disparar una bala misil parecida a la bala misil de las criaturas Longbow y Black Crossbow. Es considerada la mejor criatura pata matar otras criaturas y golems. Su precio es de 2520 puntos de evento y requiere ser nivel 10.

#### OldMusketeerKing Viejo Rey Mosquetero
Es un musketter king que posee estadísticas más bajas. Aunque tenga stats más bajos tiene la habilidad de envenenar enemigos cercanos. Su precio es de 2780 puntos de evento y requiere ser nivel 10.

#### NecroHorseKing Caballo Muerto Rey
Es como un necro horse o caballo muerto más grande, y su ataque cercano crea una onda de expansión similar al especial de un Reindeer, pero con mucho más rango que tiene un efecto de slow y muestra a personajes afectados como si estuviesen en el piso cuando en realidad están parados y pueden ser atacados, es la onda de expansión que más daño tiene en el juego. Su precio es de 2280 puntos de evento y requiere ser nivel 10.

#### OldNecroHorseKing Viejo Caballo Muerto Rey
Es similar al necro horse king solo que sus puntos de estadísticas son más bajos. Su precio es de 1440 puntos de evento y requiere ser nivel 10.
Su gasto en cell es aún mayor que el del NecrohorseKing original.

#### NecromanKing Hombre Muerto Rey
Es parecido a un necroman pero más grande Su ataque cercano es similar al de un necroman en el cual es un ataque de pico que congela es muy poco útil ya que solo puede golpear a un enemigo y muy pocas veces hace ese ataque muchas veces hace un ataque golpeando con su lanza en multihit, haciendo medio daño al oponente quien lo recibe todos sus ataques tienen corto alcance como el necroman original. A diferencia del necroman original tiene un ataque adicional que el necroman original no tiene en el cual consiste en un salto con un giro que congela a los oponentes que estén cerca suyo a veces hace ese ataque solo si está en cerca de un oponente en un combate cuerpo a cuerpo. En niveles altos tiene más velocidad de movimiento. Su precio es de 3820 puntos de evento y requiere el nivel 10.

#### OldNecromanKing Hombre Viejo Rey
Similar al necroman king y un necroman, solo que sus puntos de estadísticas son más bajas que el necroman King. Su precio es de 2400 puntos de evento y requiere ser Nivel 10.

#### NorthSoulKing Alma del Norte Rey
Es un north soul de gran tamaño, posee mucha energía y ataque, y su manera de atacar es similar a la del north soul solo que a diferencia del North Soul tiene 2 ataques adicionales que el North Soul Normal no puede hacer como por ejemplo el North Soul King al estar en un combate cuerpo a cuerpo con un oponente hará un ataque que consiste en tirarse al suelo boca arriba y con su caparazón hacer una onda de expansión parecido a la del Reindeer en el cual empuja 8 centímetros a los enemigos que estén cerca suyo. Su ataque lejano consiste en que el North Soul King se voltea y con su caparazón con espinas tira 20 espinas en 5 direcciones. Su precio es de 2880 puntos de evento y requiere el nivel 15.
Junto al South Soul king, son los king que requieren la menor cantidad de experiencia, aproximadamete 3 veces menos que otros kings, con 450 mil para llegar a nivel 99, en comparación a los demás kings que requieren 1'500.000 de experiencia para llegar a nivel 99.

#### SouthSoulKing Alma del Sur Rey
Es un south soul de gran tamaño. Su ataque con lanza crea una onda circular similar al del Reindeer. Tiene un ataque adicional que el South Soul Normal no puede hacer en el cual consiste en tirar un disparo similar al del Blazer y al del Desert Hound. Su precio es de 3600 puntos de evento y requiere el nivel 15.

#### EastSoulKing Alma del Este Rey
Es un east soul de gran tamaño. Posee los ataques similares a los de un East Soul Normal que tiene más rango. Posee la habilidad de escupir fuego venenoso como el del BlackDragon y gira tirando por los aires a los enemigos que estén cerca suyo. Su precio es de 3120 puntos de evento. Requiere ser nivel 15.

#### WestSoulKing Alma del Oeste Rey
Es un west soul de gran tamaño. Sus ataques son similares a los de un West Soul Normal. Tiene 2 ataques adicionales que el West Soul Normal no puede hacer un ataque cercano que hace a veces en un combate cuerpo a cuerpo es saltar y golpear con sus puños contra el suelo para hacer una onda de expansión parecida a la del Reindeer este ataque daña a los enemigos que estén cerca suyo y los ralentiza. Su ataque lejano consiste en tirar 3 disparos de balas misiles similares a las de Longbow, Black Crossbow, Samurái Original, Samurái King, Golden Phoenix, SS Original, WS Original y Volcan Tiger que persiguen al oponente. Su precio es de 3800 puntos de evento y requiere ser nivel 15.

#### Criaturas Boss Jefes
Estas criaturas aún no se encuentran en ningún sistema de creación, ni en la tienda Normal ni la tienda de evento. Estas criaturas son las más poderosas de Rakion, debido a sus elevados stats, aparecen únicamente en los stages de evento "Mazmorras del caos" (Nivel Normal y Difícil), aunque puedes conseguir criaturas parecidas a estas pero no del mismo tamaño y lastimosamente tampoco con los mismos puntos de stats en el sistema de creación "Develop" con el material criature piezas.

#### Diablo
Criatura exclusiva del stage de evento "Mazmorras del Caos (Normal)". Es una bestia grande, parecido a un demonio; de apariencia grotesca, color rojo y cuernos en su cabeza. Su ataque normal es golpear con sus 2 manos muy lentamente al enemigo que este cerca suyo en la cual hace un poco de daño al enemigo, si está rodeado salta y lanza un pisotón para derribarlos o/y lanzara un veneno (parecido al Musketeer King) el cual causa un gran daño pero lo dejará invulnerable por 2 segundos debido a que su ataque de veneno curiosamente se puede cubrir con usar la tecla Shift. Aún no se encuentra en ningún sistema de creación.

#### Arachne Arácnida
Criatura exclusiva del stage de evento "Mazmorras del Caos (Difícil)". Es una bestia con cuerpo de humanoide y patas de araña grandes, muy poderosa, aún no está en ningún sistema de creación. Tiene la habilidad de lanzar telarañas a corto alcance que paraliza al enemigo (sea criatura o personaje), ataca usando sus patas delanteras las cuales hacen poco daño y no le sirve mucho y lanza un pisotón en el suelo causando medio daño al enemigo también puede hacer un ataque veneno (parecido al Musketeer King) su ataque veneno lo hace invencible. Es considerada la criatura más poderosa del Rakion actual superando por mucho al Diablo y a las criaturas King, fue creada en el evento de marzo de 2017.

#### Criaturas del Sistema de Creación Develop
Se obtienen únicamente reuniendo los materiales de creación Develop, para obtenerlos debes agarrar cofres que se obtienen derrotando a las criaturas jefes de los Stages Theme Park, Theme Park 2, Mazmorra Normal y Mazmorra Difícil y Stages himmels 1, 2, 3, 4, 5, 6, 7, 8, 9, 10 y 11 el material "Criature's Piece" es muy díficil de conseguir.

#### Marionetista
Criatura que se apareció en el evento de junio de 2015, es una especie de duende femenino con apariencia de niña la cual tiene un muñeco gordo en su mano alguna vez hubo un stage en donde ella y su muñeco aparecían como enemigos. Esta criatura invoca a otra criatura la cual es su muñeco que cobra vida y esta lo manipula, para que puedas atacarla primero debes derrotar a su muñeco, no es muy resistente al igual que ella, cuando la Marionetista invoca a su criatura, es inmune a ataques. Se obtenía reuniendo 20 "Creature Pieza" en el sistema Develop y es la primera criatura en ser lanzada en el sistema Develop, luego de pasar el evento de junio de 2015 la pasaron al Gatcha.

#### Yellow Diablo
Esta criatura se apareció en el evento de Halloween del 2015, es similar al Diablo del Stage Mazmorra Normal solo que sus puntos de estadísticas son más bajas.

#### Blue Diablo
Esta criatura se apareció en el evento de Halloween del 2015, es similar al Diablo del Stage Mazmorra Normal solo que sus puntos de estadísticas son más bajas y tiene los mismos puntos de estadísticas que el Yellow Diablo.

#### Black Arachne Arácnida Negra
Esta criatura se apareció en el evento de Pascua del 2017, es similar a la Aracne del Stage Mazmorra Difícil solo que sus puntos de estadísticas son más bajas.

#### Yellow Arachne Arácnida Amarilla
Esta criatura se apareció en el evento de Pascua de 2017, es similar a la Aracne del Stage Mazmorra Difícil solo que sus puntos de estadísticas son más bajas pero es más fuerte y resistente que la Black Aracne.

#### Huevos Clase S
Es un ex-item que se puede tener con los materiales que pide en las cuales son 400 Creature's Bones, 400 Creature's Skin, 30 Creature's Heart y 45 Creature's Soul, estos ex-items hacen que te toquen criaturas eternas si es que los abres en la cual se hace presionando 2 veces el botón click izquierdo del ratón, las criaturas que te pueden tocar aleatoriamente en ese ex-item son West Soul, East Soul, North Soul, South Soul, Demolition, Reindeer, Snowman, Golem, Taurus, Yeti, Desert Hound, Dragon, Necro Horse, Musketeer, Samurai, Arcangel, Caballero De La Muerte y Soul Cannon.

#### Huevos Clase A
Es un ex-item que se puede tener con los materiales que pide en las cuales son 200 Creature's Bones, 200 Creature's Skin, 45 Creature's Heart y 20 Creature's Soul, estos ex-items hacen que te toquen criaturas eternas si es que los abres en la cual se hace presionando 2 veces el botón click izquierdo del ratón, las criaturas que te pueden tocar aleatoriamente en ese ex-item son NS Original, ES Original, SS Original, WS Original, Assault Panzer, Destroyer, Leopard, Haunt, Basilisk, Thunder, Ice Blue Taurus, White Dragon, Black Dragon, Golden Wolf, White Wolf, Bomb Nak, Duende, Silver Dragon y Lizardman.

#### Huevos Clase B
Es un ex-item que se puede tener con los materiales que pide en las cuales son 30 Creature's Bones, 30 Creature's Skin, 6 Creature's Heart y 5 Creature's Soul, estos ex-items hacen que te toquen criaturas eternas si es que los abres se hace presionando 2 veces el botón click izquierdo del ratón, las criaturas que te pueden tocar aleatoriamente en ese ex-item son Nak, Panzer, Blazer, Crossbow, Longbow, Icewind, Succubus, Black Nak, Black Panzer, Black Blazer, Black Crossbow, White Panzer, White Blazer y White Nak.

## Modos De Juego
Los modos de juego son aquellos que puedes jugar con otros jugadores o criaturas para conseguir oro y experiencia al ganar o perder una partida.

#### Modo Guerra Golem
El Modo Guerra Golem se juega en 2 equipos, cada equipo tiene un Golem Maestro. El objetivo consiste en destruir al Golem Maestro del equipo enemigo y tener la victoria utilizando la espada dorada que se obtiene al matar al Golem Dorado. Si el jugador que había conseguido la espada dorada es matado o se le acaba el tiempo de la espada dorada, el Golem Dorado revivirá en el mismo lugar en donde nació, si ninguno de los 2 Golems Maestros Rojo y Azul no mueren y se acaba el tiempo el Golem Maestro que tenga más porcentaje de vida ese equipo tendrá la victoria y el otro equipo tendrá la derrota pero si ambos Golems Maestros Rojo y Azul tienen el mismo porcentaje de vida ambos equipos tendrán el empate.

#### Modo Solo
El Modo Solo consiste en que un jugador no tiene equipo y debe ganar por sí mismo con sus propias habilidades y estrategias. El jugador que llegue al límite de la cantidad de kills como por ejemplo 30 kills que es el máximo ese jugador tendrá la victoria o cuando se acaba el tiempo el jugador que tenga el "TOP" mientras tiene la cantidad más alta de Kills que otros jugadores de toda la partida ese jugador tendrá la victoria. La cantidad máxima de slots para cada jugador son de 16 slots.

#### Modo Equipo
El Modo Equipo se juega en 2 equipos Rojo y Azul. Los jugadores del equipo Rojo o Azul que llegue al límite de la cantidad de kills como por ejemplo 50 kills que es el máximo tendrá la victoria o cuando se acaba el tiempo los jugadores Rojo o Azul que tenga la cantidad de kills más alta tendrá la victoria. La cantidad máxima de slots para cada equipo Rojo y Azul son de 8 slots.

#### Modo Lider
El Modo Lider se juega en 2 equipos, equipo rojo y azul. El personaje jugable con mayor nivel o/y menor número de slot de la sala será asignado "Lider" del equipo Rojo o Azul, el modo de juego consiste en proteger al jefe de tu equipo y atacar al jefe del equipo enemigo. Si el equipo aliado logra matar al jefe del equipo enemigo tendrá la victoria pero si el jefe del equipo aliado muere tendrá la derrota, si ninguno de los 2 jefes Rojo y Azul no mueren y se acaba el tiempo, gana el jefe del equipo que tenga más porcentaje de vida y el jefe del otro equipo tendrá la derrota pero si ambos jefes de ambos equipos tienen el mismo porcentaje de vida ambos jefes de ambos equipos Rojo y Azul tendrán el empate.

#### Modo Stage
El Modo Stage se debe completar una serie de lugares y pruebas que forman una misión en el cual se debe ganar ya sea llegar a un punto o/y matar a Criaturas del equipo dorado. Es de 1 jugador a 4 jugadores del equipo rojo en modo cooperativo del equipo.

#### Modo Guerra Clanes
Este modo consiste en enfrentar a los Clanes entre sí, el juego necesita un mínimo de 6 jugadores, 3 vs 3 jugadores de cada Clan diferente, para poder empezar. Los puntos obtenidos de la batalla que pueden ser 5 a 90 Puntos de Clan que se pueden obtener solo cuando termina la ronda 5 que es la ronda final del Modo Guerra Clanes sirven para comprar Items no comunes en la tienda de Clanes.

#### Modo Ladder
El Modo Ladder era un minijuego que salía en algunos eventos pero que se lo retiró por razones desconocidas y fue reemplazado por Liga Pro este Modo ayudaba a los jugadores a mejorar sus habilidades de juego en equipo, también curiosamente si te fijas en tu nivel y experiencia notarás que tienes un nivel bajo en el cual indica que este Modo de juego te pide subir de nivel solo ganando ya que si pierdes en este Modo de juego te quita experiencia y si esa experiencia que tienes está muy baja puedes bajar de nivel si llegas a un nivel en específico si llegas a más de nivel 5 tu Nick cambiará de color a verde y si llegas a más de nivel 10 tu Nick cambiará de color a azul.